# Hernan "Eddie" Hermida
Hernan "Eddie" Hermida (nascido em 24 de março de 1983 em Cabimas, Venezuela) é um músico venezuelano-americano, mais conhecido como o ex-vocalista da banda de deathcore/death metal All Shall Perish onde esteve entre 2003 e 2013, e é o atual vocalista da banda Suicide Silence, onde ingressou em 2013 após a morte de Mitch Lucker em 01 de novembro de 2012.

## Discografia
Com Gunmetal Grey
- 2006: Solitude

Com All Shall Perish
- 2006: The Price of Existence
- 2008: Awaken the Dreamers
- 2011: This Is Where It Ends

Com Suicide Silence
- 2014: You Can't Stop Me
- 2015: Sacred Words
- 2017: Suicide Silence
- 2020: Become the Hunter
- 2020: Overlord
- 2022: Thinking in Tongues